# The Hitcher (1986)
The Hitcher (Naar het Nederlands vertaald: De lifter) is een Amerikaanse horrorfilm uit 1986 onder regie van Robert Harmon. Hiervan verscheen in 2007 een gelijknamige remake met Sean Bean, Sophia Bush en Zachary Knighton in de hoofdrollen.

## Verhaal
Jim Halsey rijdt in zijn eentje door de woestijn. Omdat hij moe en verveeld is, neemt hij een lifter mee. Na even met Jim gepraat te hebben, haalt de lifter, die John Ryder blijkt te heten, een mes tevoorschijn en zet deze op de keel van Jim. In paniek weet Jim de lifter uit de auto te duwen.
De volgende ochtend ziet Jim een auto met een familie erin. Als hij dezelfde lifter weer ziet, probeert hij de familie te waarschuwen. Omdat een bus voor de auto van Jim rijdt en deze bijna zijn auto verplettert, verliest hij de strijd en rijdt de berm in. De auto met de familie erin rijdt verder. Even later treft Jim de auto weer aan. Omdat hij weet dat Ryder in hun auto zit (of heeft gezeten), vindt Jim het maar vreemd en stapt uit zijn auto. Hij loopt naar de auto en kijkt door de ramen en ziet wat hij al verwacht had: de familie is dood, Ryder is weg.
Jim probeert de politie op de hoogte te brengen. Als hij heeft geprobeerd de politie te bellen ziet hij Ryder recht voor zich. Jim schrikt, maar Ryder doet hem niks. Hij gooit hem alleen maar de autosleutels van de auto van de familie toe. Ryder gaat weg en ook Jim gaat langzaam de schuur uit. Jim ziet Ryder weer liften en een auto met een oude vrouw stopt voor Ryder. Deze stapt in, maar steekt de vrouw meteen neer en duwt haar uit de auto en rijdt weg.
Even later rijdt Jim geschrokken op de weg, maar dan krijgt hij een schok en kijkt verwilderd achter zich. Daar is Ryder weer. In paniek probeert Jim te ontsnappen, maar dan ziet hij dat Ryder de berm in rijdt en verdwijnt. Jim probeert nog een beeld van Ryder op te vangen, maar ziet niks meer. Hij rijdt door. Hij komt bij een benzinestation en probeert opnieuw te bellen. De telefoon is buiten werking en Jim gaat weer naar zijn auto. Dan ziet hij Ryder weer verschijnen en Jim denkt dat Ryder hem dood wil rijden. Dit gebeurt echter niet. Wel heeft Ryder de tanks met benzine erin kapotgemaakt en ligt er over de vloer van het station benzine. Jim denkt dat Ryder hem niks aan wil doen, maar die gedachte verandert als Ryder een lucifer tevoorschijn haalt. Jim rent naar de auto en Ryder steekt tegelijkertijd de lucifer aan. Hij gooit de brandende lucifer op de benzine en het station vliegt in brand. Nog net weet Jim te ontsnappen.
Jim gaat naar een café en maakt daar kennis met Nash. Hij belt de politie, maar dan denkt de politie dat Jim alles gedaan heeft. Jim gaat naar de gevangenis, en slaapt een paar uur. Als hij wakker wordt, merkt hij dat er op het bureau iets niet goed is, en gaat kijken. Daar treft hij drie dode politiemannen aan, alle drie gruwelijk vermoord door Ryder. Jim pakt het pistool van een van de agenten en ontsnapt uit het politiebureau. Even later treft Jim twee agenten aan in een politiewagen, en mag hij van een van de agenten met kapitein Esteridge praten. Heel onverwacht duikt Ryder op en doodt de twee agenten. Jim weet te ontsnappen. Op een bergje wil hij zichzelf vermoorden, maar om de een of andere reden kan hij dat niet. Hij gaat naar een café. In het café treft hij Ryder aan, en dreigt hem te vermoorden. Jim heeft echter geen kogels, en Ryder geeft hem wat kogels. Hij gaat weg, en laat Jim achter. Jim gaat een bus in. In deze bus blijkt Nash te zitten, en hij vertelt haar dat hij niet de dader is van die moorden. Nash gelooft hem, en even later verschijnen er politieauto’s. De bus stopt en Jim gaat de bus uit. Dan verschijnt Nash ineens en Jim en zij rijden naar een hotel, en het laatste stuk moeten ze zelf lopen. Ook zijn ze achtervolgd door politiewagens en een helikopter.
Jim en Nash huren een kamer in het hotel. Jim gaat in bad, en Nash wordt ontvoerd door Ryder. Nadat Jim uit bad is gekomen, merkt hij dit en gaat achter Ryder aan. Even later vindt Jim Nash wel, maar dan zit ze achter een vrachtwagen gekoppeld. Als Ryder nu gas geeft, wordt Nash verscheurd. Dat zal ook gebeuren, nadat Jim Ryder heeft geprobeerd tegen te houden.
Als Nash dood is, wordt Jim meegenomen door de politie en Ryder wordt gearresteerd. Jim en Esteridge kijken toe terwijl Ryder verhoord wordt door een paar agenten. Jim wil Ryder “spreken” en dit wordt toegestaan. Echter, Jim wil Ryder niet spreken, maar spugen in zijn gezicht. Jim wordt naar een kamer gestuurd en Ryder wordt in een politiebusje gezet.
Jim en Esteridge rijden nu door de woestijn. Jim pakt het pistool van Esteridge en dreigt dat hij hem vermoordt als hij de auto niet geeft. Esteridge geeft met tegenzin toe. Jim gaat naar het politiebusje. Ryder schiet ondertussen in de bus de agenten neer en valt even later Jims politieauto binnen, waarop hij Jim probeert te vermoorden, dit mislukt doordat Jim keihard remt en Ryder glijdt via de motorkap van de politieauto naar buiten. Ook is diens geweer gevallen. Ryder komt bij en schiet de politieauto kapot. Als Ryder geen kogels meer heeft, rijdt Jim op Ryder af en raakt Ryder recht in zijn kruis. Ryder valt neer, en Jim kijkt, na het uitstappen, of Ryder dood is. Dit lijkt wel zo te zo te zijn en tevreden gaat Jim terug naar de auto. Dan ziet hij een handboei vallen. Ryder is niet dood. Jim draait zich om en schiet Ryder dood. Hij loopt terug naar de politieauto, en denkt na over wat hij geleerd heeft: nooit een lifter meenemen.

## Rolbezetting
| Acteur               | Personage             |
| -------------------- | --------------------- |
| Rutger Hauer         | John Ryder            |
| C. Thomas Howell     | Jim Halsey            |
| Jennifer Jason Leigh | Nash                  |
| Jeffrey DeMunn       | Politiechef Esteridge |
| John M. Jackson      | Politieman Starr      |
| Henry Darrow         | Politieman Hancock    |
| Billy Green Bush     | Politieman Donner     |
| Jack Thibeau         | Politieman Prestone   |
| Gene Davis           | Politieman Dodge      |
| Jon Van Ness         | Politieman Hapscomb   |
| Tony Epper           | Politieman Conners    |